# 千歳市立真町中学校
千歳市立真町中学校（ちとせしりつ しんちょうちゅうがっこう）は、かつて北海道千歳市真々地2丁目3-1に存在した公立中学校。
2012年（平成24年）4月1日に千歳市立千歳中学校と統合された。閉校後の校舎は北海道千歳高等支援学校として使われている。

## 概要
千歳市立真町中学校は千歳市立青葉中学校の生徒増加により1972年（昭和47年）1月に分離開校した。この時期は、千歳空港の拡充や工業団地の整備、冷戦期の航空自衛隊千歳基地の増強による隊員の増加で生徒数が急増していた。
開校の日には生徒の保護者から差し入れられた1メートル級のマグロが祝賀会に差し入れられた。
開校翌年、野球部が中体連全道大会で優勝した際には1試合ごとに試合結果が消防署の望楼から表示された。
その後、少子高齢化の影響で生徒数が減り、2012年（平成24年）3月に千歳市立千歳中学校に併合されるかたちで閉校。40年間の卒業生は2863名であった。なお、真町中と入れ替わるように、千歳市立勇舞中学校が同年4月に開校している。

## 沿革
- 1972年（昭和47年）1月 - 開校（1年生107人、2年生94人）
- 1975年（昭和50年）2月 - 講堂落成式
- 1987年（昭和62年）4月 - 千歳市立向陽台中学校と分離（向陽台中学校 271人、真町中学校 228人）
- 1991年（平成3年）10月 - 隣接地に「ままちの丘公園」開園
- 2001年（平成13年）9月-10月 - 開校30周年記念事業
- 2011年（平成23年）11月 - 閉校祈念式典、記念碑除幕式
- 2012年（平成24年）3月 - 第40回卒業式、閉校